# Luning
Luning é uma comunidade não incorporada no condado de Mineral. A comunidade é muitas vezes listada como uma cidade fantasma, embora o não seja. A população de Luning era de 87 habitantes em 2005.  A vila tem uma pequena loja com uma estação de gasolina anexa, um corpo de bombeiros voluntários e até uma estação de correios: o código zip de Luning é   89420. Há também uma página ativa para a cidade fantasma no  Facebook, mantida por residentes.

## Clima
A Classificação climática de Köppen-Geiger classifica o clima da área como  semiárido, abreviado como BSk.  .